# 무산군
무산군(茂山郡)은 함경북도 중부에 있는 군이다. 조선민주주의인민공화국에서 대형 무산지구전투승리기념탑을 세워 크게 기념하는 무산 지구 전투는 1939년 김일성의 항일 부대가 현재의 대홍단군 지역인 무산군으로 진격해 들어와 군사 작전을 벌인 사건이었다.
무산군 남산로동자구는 두만강을 도강하여 중국으로 탈북하기가 가장 쉬운 곳으로 알려져 보위부나 보안서의 집중 감시구역이 되어 있어서, 5분에 한 번씩 보위부가 초음파 탐지기를 실은 트럭을 운용하며 중국 등 외부와의 전화 교신을 탐지한다고 알려져 있다.

## 지리
북쪽은 두만강을 통해 중화인민공화국과 국경을 접한다. 북동쪽으로 회령시, 동쪽으로 부령군, 동남쪽으로 청진시, 남쪽으로 경성군, 서남쪽으로 연사군과 접한다.
무산군은 함경산맥 북서쪽 백무고원의 일부로서 험한 산이 솟은 내륙 지역이다. 군 면적의 90% 이상이 산간 지대이며 사람이 살지 않는다. 함경북도 지역에서도 가장 추운 지역이다.

## 역사
| Daedongyeojido (Gyujanggak) 02-04.jpg | Daedongyeojido (Gyujanggak) 02-03.jpg |
| Daedongyeojido (Gyujanggak) 03-04.jpg | Daedongyeojido (Gyujanggak) 03-03.jpg |

현재의 무산군의 범위는 1952년의 북한의 행정구역 개편에 의해서 형성된 것으로 그전까지는 서쪽의 백두산·마천령산맥까지를 포함한 광대한 군이었다. 현재의 무산군·연사군·회령시 서부(함경북도), 대홍단군·백암군·삼지연군 동부(량강도)의 범위에 해당한다.
무산군을 포함한 두만강 유역은 고대·중세에는 고구려·발해·여진족 등의 영역이었고 조선 초기의 4군 6진의 개척을 통해 영토에 편입되었다. 무산이라는 이름은 1438년에 북방 경영을 위해서 설치된 무산진에서 유래한다. 조선 시대에는 함경도 무산부가 놓여졌다.
일제강점기에는 함경북도 무산군으로 불렸고 조선 최대의 면적을 가지는 군이었다. 두만강 상류 일대의 고원지대는 인구는 희박했지만 임업이 번성하였고 철광산의 개발과 함께 철도 노선도 개통되었다.
1977년부터 1985년에 걸쳐 청진직할시에 편입된 적도 있었다.
- 1940년 11월 1일 무산면이 무산읍으로 승격하였다.[4]
- 1952년에 일부가 연사군으로 분리되었다.
- 1977년에 청진시가 직할시가 되면서 청진시 무산군이 되었다.
- 1979년에 무산읍의 일부가 삼봉로동자구와 남산로동자구로 분리되었다.
- 1985년에 청진시가 함경북도에 다시 들어가면서 함경북도 무산군이 되었다.

## 산업
철광산업과 통나무 벌목, 감자 농사가 오랫동안 주요 산업이었다. 북한 최대의 철광산 중 하나인 노천철광 무산광산도 이 곳에 있다. 인구는 20만 명 수준으로 알려져 있으나, 방문해 보니 유령 도시처럼 비어 있고 공장과 광산도 폐쇄되었다는 증언도 있어 정확한 실상은 알 수 없다.

## 교통
무산선과 백무선이 무산군을 지난다.

## 행정 구역
현재 무산군에는 1읍(무산읍), 6구(삼봉로동자구(三峯勞動者區), 남산로동자구(南山勞動者區), 창렬로동자구(彰烈勞動者區), 강선로동자구(降仙勞動者區), 주초로동자구(朱草勞動者區), 마양로동자구(馬養勞動者區)), 15리(풍산리(豊山里), 차유리(車踰里), 오봉리(五峯里), 민봉리(閔峯里), 온천리(溫泉里), 박천리(朴川里), 문암리(文巖里), 상창리(上倉里), 흥암리(興巖里), 림강리(臨江里), 독소리(篤所里), 칠성리(七星里), 새골리, 지초리(芝草里), 서호리(西湖里))가 있다.

## 같이 보기
- 무산고원